# Ахилес Кристоф фон Геминген
Ахилес Кристоф фон Геминген (на немски: Achilles Christoph von Gemmingen; * 19 ноември 1619; † 3 август 1676 в Престенек/Прещенек, днес в Нойенщат ам Кохер) е благородник от стария алемански рицарски род Геминген в Крайхгау в Баден-Вюртемберг от линията „Б (Хорнберг) на фрайхерен фон Геминген“ и „линията Некарцимерн/Бюрг“, господар на Бюрг (в Нойенщат ам Кохер).
Той е най-малкият син на Еберхард фон Геминген († 1635 от чума), „амт-ман“ на Вюрцбург, и съпругата му Мария Агата фон Фенинген, клон Бюрг-Престенек († 1632). Негов кръстник е херцог Фридрих Ахилес фон Вюртемберг-Нойенщат (1591 – 1631). Най-големият му брат е Георг Швайкард (1611 – 1681), господар на Престенек/Прещенек.
Ахилес Кристоф фон Геминген започва служба в императорската войска. Като лейтенант е ранен и напуска военна си служба. След Тридесетгодишната война той възстановява своята собственост като подпаления му дворец Бюрг през 1646 г., и построява от голямата му 476 морген земя отново 257 морген, а остатъкът не. Той умира през 1676 г. в Престенек/Прещенек и е погребан в построената от него църква в Бюрг.
Клонът „Бюрг-Престенек“ и с него целият клон „Бюрг на фрайхерен фон Геминген“ измира по мъжка линия през 1841 г.

## Фамилия
Ахилес Кристоф фон Геминген се жени 1643 г. за Бенедикта Елизабета Грек фон Кохендорф († 1648). Ахилес Кристоф фон Геминген се жени втори път 1650 г. за Сибила Фелицитас фон Геминген-Фюрфелд († 1654), дъщеря на господаря на Ешенау Фридрих фон Геминген (1587 – 1634). Ахилес Кристоф фон Геминген се жени трети път 1655 г. за Амалия фон Менцинген.

### Деца
От трите брака той има 18 деца, от които само няколко порастват:
- Ханс Готлиб (пр. 1649 – 1691), горски служител в Курмайнц, 1690 г. собственост в Бюрг
- Кара Сибила фон Геминген, омъжена за Йохан Райнхард фон Геминген-Видерн (1648 – 1713), син на Ханс Албрехт фон Геминген (1624 – 1685)
- Мария Елизабет, омъжена за Лудвиг фон Вайлер
- Йохан Бернхард (1656 – 1723), главен дворцов майстер на маркграфа фон Баден-Дурлах, женен за Мария Агата фон Бетендорф (1663 – 1733)
- Еберхард (1674 – 1741), главен фогт на Балинген и главен дворцов майстер на вюртембергската херцогска вдовица Йохана Елизабет, женен I. 1712 г. за Елеонора Елизабета фон Геминген († 1717), дъщеря на Уриел фон Геминген (1644 – 1707), II. 1720 г. за Фридерика Катарина Юстина фон Валброн
- София Маргарета фон Геминген, омъжена за Фридрих фон Геминген-Майенфелс (* 1668), син на Ханс Албрехт фон Геминген (1624 – 1685)